# 야책

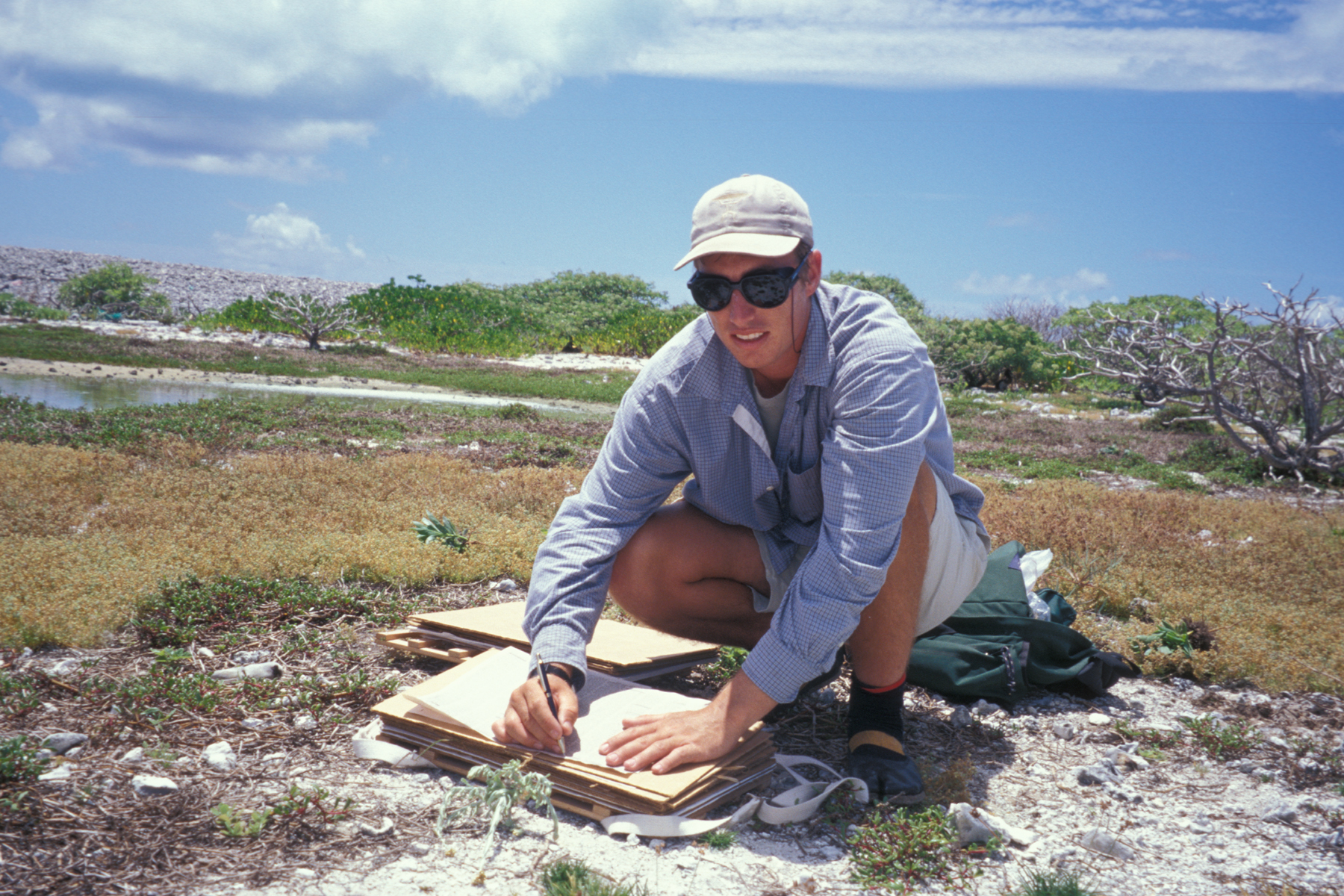
야책을 사용하는 모습

야책(野冊)은 식물학자들이 대나무, 또는 베니어 판 두 장을 포개어 끈을 달아 어깨에 멜 수 있게 되어 있는 장비들의 모임이다. 그 사이에 신문지를 넣고 채집한 식물을 신문지 사이에 끼워 운반한다.

## 역사
이탈리아의 식물학자 루카 기니(Luca Ghini, 1490~1556년)는 (기록상) 최초의 허바륨을 만들었으며 식물 컬렉션을 준비하기 위해 야책을 사용한 최초의 사람으로 간주된다.